# Gregorio di Spoleto
Gregorio di Spoleto (III secolo – Spoleto, 24 dicembre 304) è stato un presbitero romano, martire sotto Diocleziano, venerato come santo dalla Chiesa cattolica.

## Agiografia
Una Passio racconta che Gregorio, sacerdote di Spoleto, denunziato per la sua fede e per il suo proselitismo, subì il martirio nella propria città sotto Diocleziano venendo torturato e decapitato il 24 dicembre 304. 
Fu sepolto vicino alle mura della città presso un ponte di pietra, per opera di una pia donna di nome Abbondanza. Nel luogo della sepoltura sorge la basilica di San Gregorio Maggiore.

## Culto
Nel secolo X, su richiesta dell'imperatore Ottone I, Bruno, arcivescovo di Colonia, trasferì le reliquie di Gregorio nel duomo della sua città. Nel 993, alcune reliquie di Gregorio furono trasferite nella cattedrale di Treviri, dal vescovo Egberto.
Secondo il Martirologio Romano, il giorno dedicato al santo è il 24 dicembre. Il santo viene ricordato anche il 23 dicembre a Colonia, il 22 dicembre a Spoleto, e il 2 gennaio a Treviri. 
Un'immagine del santo è riprodotta in una vetrata trecentesca del duomo di Colonia: è raffigurato in abiti sacerdotali con un libro in mano, la palma del martirio e la spada con la quale venne decapitato.